# Trầm Khâu
Trầm Khâu (chữ Hán giản thể: 沈丘县, Hán Việt: Trầm Khâu huyện) là một huyện của địa cấp thị Chu Khẩu, tỉnh Hà Nam, Cộng hòa Nhân dân Trung Hoa. Huyện này là nơi sinh sống của 9 dân tộc: Hán, Hồi, Mãn, Mông Cổ, Tạng, Choang, Thổ, Miêu,... Huyện này được chia ra thành các đơn vị hành chính gồm 9 trấn, 12 hương. 
- Trấn: Hạt Hoè Điếm, Lão Thành, Chỉ Điếm, Bạch Tập, Tân An Tập, Phó Tỉnh, Triệu Đức Doanh, Lưu Trang Điếm, Lưu Phúc.
- Hương: Bắc Giao, Biên Lộ Khẩu, Bắc Dương Tập, Hồng Sơn, Trần Trại, Liên Trì, Thạch Tào Tập, Chu Doanh, Phạm Doanh, Phùng Doanh, Đại 邢 Trang, Lý Lão Trang.

==Tham khảo==